# Onthophagus quadrilunatus
Onthophagus quadrilunatus là một loài bọ cánh cứng trong họ Bọ hung (Scarabaeidae).